# Majida El Roumi
Majida El Roumi Baradhy (in arabo ماجدة الرومي برادعي‎?; Kfarchima, 13 dicembre 1956) è una cantante libanese.
È stata ambasciatore di buona volontà dell'ONU.

## Biografia
Majida El Roumi nacque nel 1956 da una famiglia araba cristiana originaria di Tiro. È figlia del cantante e compositore Halim El Roumi, nato a Tiro nel 1919 e cresciuto a Haifa, in Palestina, dove la famiglia si era trasferita a causa della crisi conseguente alla prima guerra mondiale. Quando il padre si trasferì in Egitto per conseguire la sua carriera musicale, incontrò Marie Loutfy, donna di famiglia melchita. I due si sposarono a Porto Said ed ebbero tre figlie. La famiglia si trasferì in Libano, stabilendosi a Kfarchima, vicino a Beirut, dove Majida crebbe in un ambiente permeato dalle arti. La città di Kfarshima fu sede di molti altri volti della cultura libanese e araba, come Philimon Wehbe, Melhem Barakat e Issam Rajji. La casa di Halim El Roumi era luogo di incontro per molte figure della cultura libanese. Fin dalla più tenera età, Majida si appassionò alla musica classica araba, ascoltando Fairuz, Umm Kulthum, Mohammed Abdel Wahab, Wadih El Safi e Asmahan.
All'età di quattordici anni accompagnò il padre ad un'intervista su Télé Liban con Najib Hankash, occasione nella quale si esibì per la prima volta. All'età di sedici anni, il cugino di Majida, notando il suo talento musicale, le propose di dedicarsi al canto professionale. Partecipò al talent show Studio El Fan nel 1974 dopo essere sgattaiolata fuori di casa con suo fratello e i suoi cugini. Dalla sua prima apparizione in televisione, si è esibita per Layla Murad e Asmahan e ha vinto la medaglia d'oro per il canto orientale.
Il suo successo spinse il padre a darle la sua benedizione nel perseguire il canto a patto che continuasse la sua istruzione. Successivamente, Majida si laureò all'Università Libanese dopo aver conseguito la laurea in letteratura araba. Nel 1975, Majida pubblicò il suo primo singolo Am Behlamak con la collaborazione del poeta libanese Said Akl e del musicista Elias Rahbani. La canzone ebbe successo in Libano, allo scoppio della guerra civile libanese nell'aprile 1975.
Dopo aver pubblicato il suo primo album, Wadaa, nel 1976, Majida attirò l'attenzione del regista egiziano Youssef Chahine. Recitò al fianco di Hisham Saleem nel suo primo e unico film, Awdat Al Ibn Al Dal, eseguendo tre colonne sonore.